# Cine de zombis

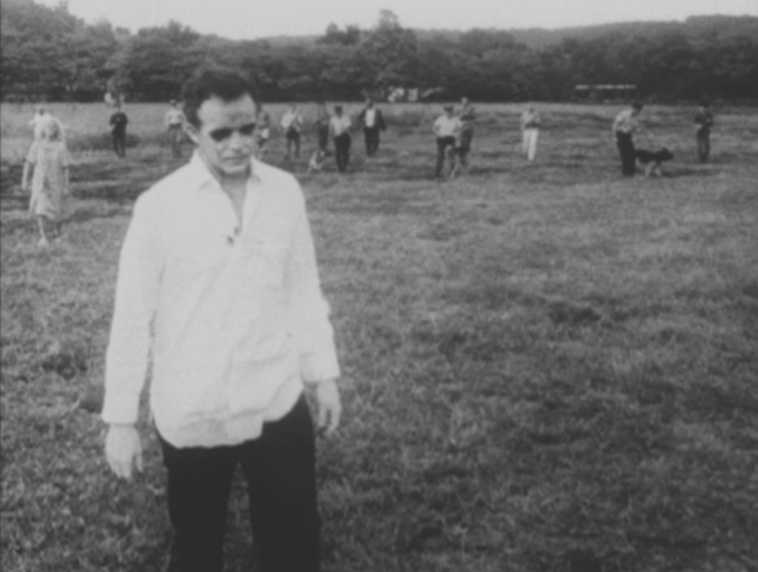
Zombis de la película Night of the Living Dead, dirigida por George A. Romero.

El cine de zombis es un subgénero del cine de terror, a menudo encuadrado dentro de la serie B, pero que cuenta con una amplia representación de películas a lo largo de la historia.
Como género independiente cuenta con sus propias convenciones de las cuales la única fundamental es la presencia de los “muertos vivientes” (no confundir con el término mal traducido "no-muertos" del inglés "undead"). Se considera que este subgénero ha sufrido diversas reformulaciones desde sus inicios, manteniendo la capacidad de reflejar los miedos innatos, conscientes o no, de los espectadores.

## Historia
El cine de zombis surgió en los años 1930 como reflejo del folclore y las leyendas haitianas asociadas a la magia negra y el vudú. Dicho folclore llegó al público estadounidense de la mano de William Buehler Seabrook que en su libro The Magic Island relataba sus experiencias en Haití. Entre los ritos recogidos por Seabrook se encontraba uno mediante el cual un hechicero podía, supuestamente, revivir a los muertos y privarlos de voluntad para hacerlos trabajar a su servicio. El 10 de febrero de 1932 se estrenó en Broadway una obra teatral de Kenneth Webb titulada Zombie libremente basada en la novela de Seabrook.

### Primera etapa
La obra de Webb fue retirada de cartel después de tan sólo 21 representaciones. Sin embargo, dos hermanos, Víctor y Edward Halperin, que en la década anterior habían fundado una productora de cine, repararon en ella. El guionista Garnett Weston fue el encargado de recoger las premisas de la obra de Webb en un guion cinematográfico. Webb trató de paralizar la película, que consideraba un plagio, pero no tuvo éxito en su empeño. Así nació la que sería la primera película de zombis de la historia: White Zombie (en España La legión de los hombres sin alma - 1932) protagonizada por Béla Lugosi. 

La película ya recogía casi todos los tópicos que definirían el cine de zombis durante más de treinta años: un villano posee una legión de zombis que trabajan para él, y que son el instrumento para sus siniestras intenciones. A pesar de contar con el protagonismo de Lugosi White Zombie cosechó moderadas críticas, entre otras cosas porque tan sólo el quince por ciento del metraje era sonoro. Sin embargo el público la apoyó con entusiasmo y la convirtió en una película muy rentable para su distribuidora United Artists. 

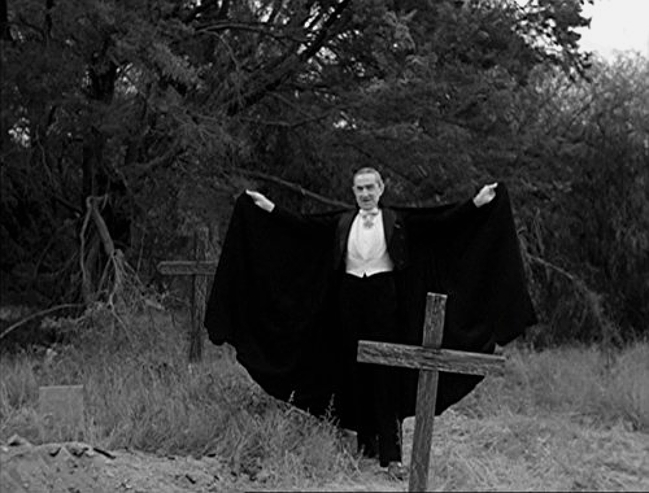
Béla Lugosi en Plan 9 del espacio exterior.

Las películas del subgénero zombi que siguieron a White Zombie redundaron una y otra vez sobre el mismo tema del villano al mando de siniestros zombis. Dicho villano bien podía ser un doctor nazi, como en Revenge of the Zombies (1943) dirigida por Steve Sekely, o unos extraterrestres selenitas como en Invisible Invaders (1959) de Edward L. Cahn. 
Otras películas destacables de esta primera etapa son The Walking Dead (1936), dirigida por Michael Curtiz y que tiene la peculiaridad de que el zombi es el “bueno de la película”, o la excelente I Walked with a Zombie (en España Yo Anduve con un Zombie - 1943) dirigida por Jacques Tourneur. Cabe mencionar también, aunque por motivos muy diferentes, Plan 9 From Outer Space (en España Plan 9 del Espacio Exterior - 1959), una película de serie Z dirigida por Ed Wood y que tiene el penoso honor de ser citada a menudo como la peor película de la historia.
La primera película europea en tratar el tema fue en el peplum Roma contra Roma (1964) producción italiana dirigida por Giuseppe Vari. En 1966 vio la luz una de las últimas películas de esta etapa de zombis clásicos -creados y dominados por un villano- de manos de la productora inglesa Hammer: The plague of the Zombies (en España La Plaga de los Zombis) de John Gilling. 

### Segunda etapa

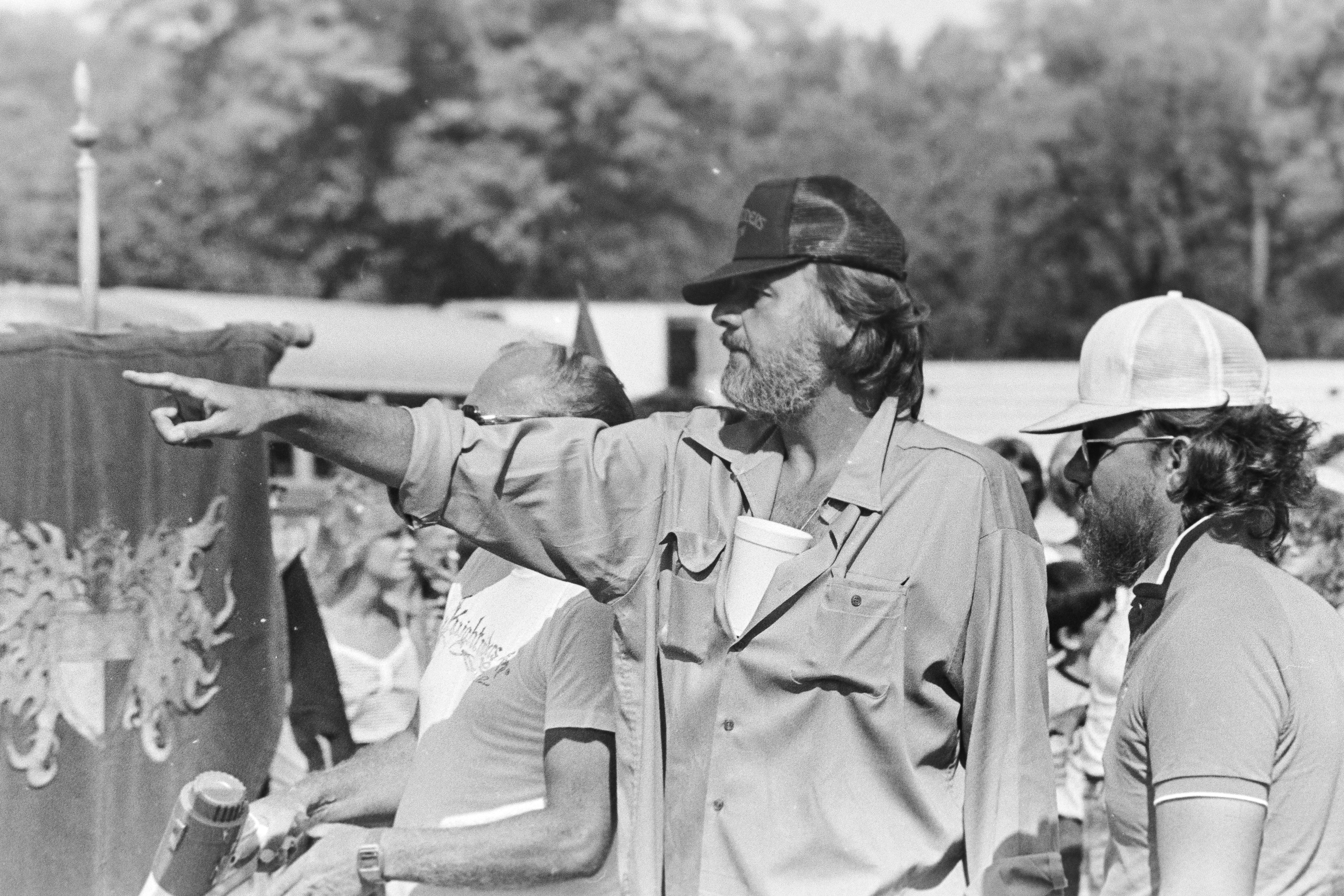
El director George A. Romero

El año 1968 marcó el comienzo de la nueva etapa con la aparición de la clásica y muy notable Night of the Living Dead (También conocida como La noche de los muertos vivientes) de George A. Romero. Rodada en blanco y negro, con película de 16 mm., un minúsculo presupuesto de 114.000 dólares y un plantel de actores no profesionales, algunos de ellos familiares y amigos del propio Romero, fue un rotundo e inmediato éxito y su director se convirtió en director de culto. En 1990 Tom Savini dirigió una versión en color de esta película.
Romero, quien posteriormente dirigió cinco películas más sobre el mismo tema, definió con su visión particular las que serían las características de los zombis cinematográficos durante otros treinta años, a saber: 
- El fenómeno zombi ya no es algo local, sino una plaga imparable de proporciones bíblicas.
- Nadie controla a los zombis que no son sino muertos que han vuelto a la vida.
- La única motivación de los zombis es alimentarse con la carne de humanos vivos.
- Su capacidad de raciocinio es muy limitada, si bien utilizan instrumentos rudimentarios (el primer zombi que aparece en La noche de los muertos vivientes intenta romper el cristal de un coche con una piedra).
- Su peligrosidad no reside en su inteligencia ni en su velocidad, ambas bastante reducidas, sino en su número y en su voracidad.
- El motivo de esta resurrección masiva de los muertos carece de importancia y ha ido variando de una película a otra, siendo a veces la radiación de un arma nuclear o la fuga de una sustancia química de uso militar, algún virus o simplemente la llegada del Juicio Final.

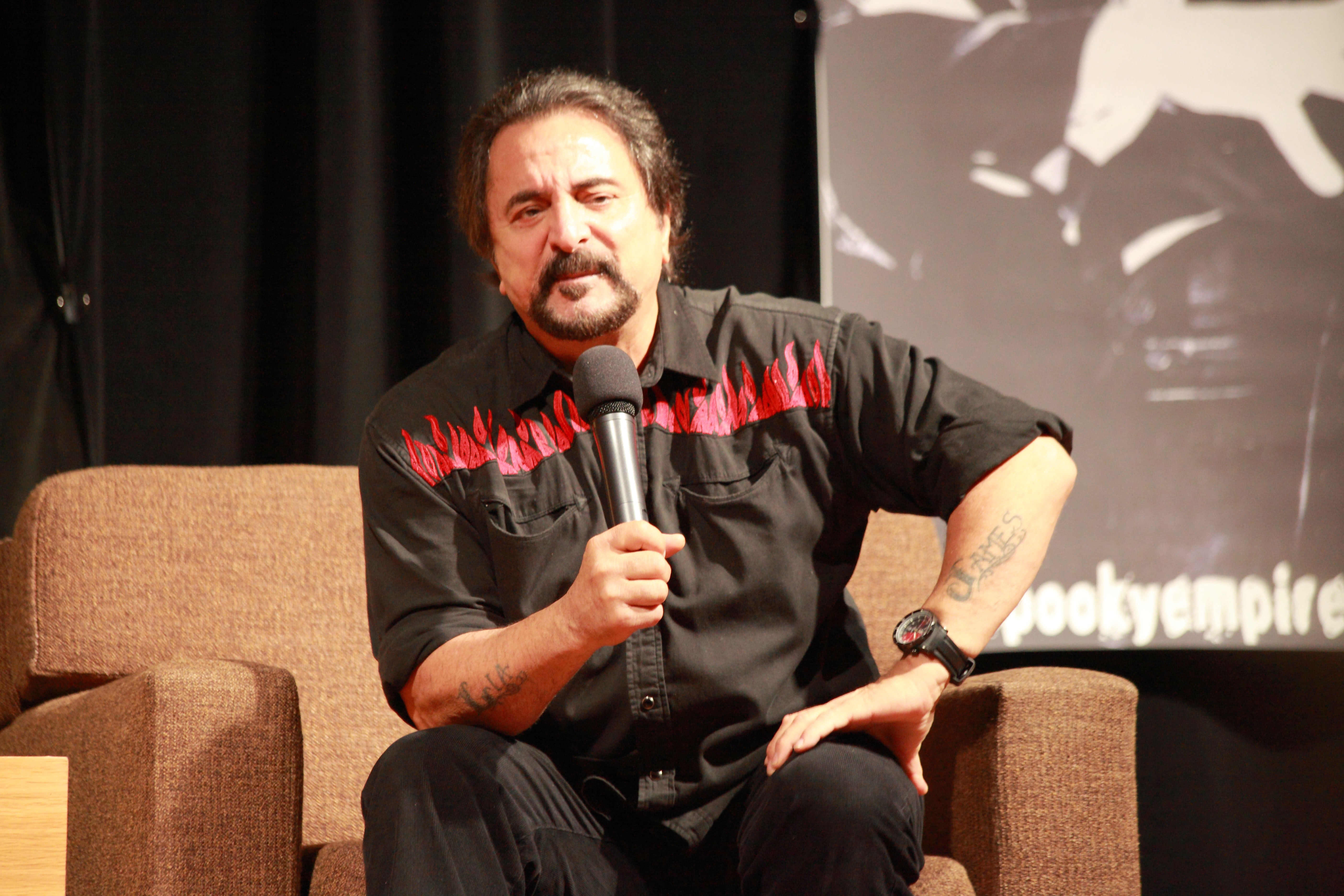
El cineasta y especialista en efectos especiales y maquillaje Tom Savini

Además, La noche de los muertos vivientes recogía una serie de convenciones muy particulares que han sido constantes en la obra de Romero, si bien no han definido otras películas de zombis de la misma etapa. La más característica de estas convenciones es el hecho argumental de que el mayor enemigo de los protagonistas no son los zombis, sino otras personas (antagonistas) que tienen su propia idea sobre cómo sobrevivir, o bien ambicionan los recursos de los protagonistas. 
George A. Romero dirigió otras cinco películas que profundizan en estos temas. Dawn of the Dead (El amanecer de los muertos, conocida también como Zombi - 1978) es la más popular y fue incluida en 2003 en la lista de mejores películas de culto por la revista Entertainment Weekly. En 2004 Zack Snyder dirigió una versión de gran éxito con el mismo título ( esta vez sí, Amanecer de los muertos). Después siguieron Day of the Dead (El día de los muertos - 1985), Land of the Dead (La tierra de los muertos – 2005), Diary of the Dead (El diario de los muertos - 2008) y Survival of the Dead (La Resistencia de los Muertos - 2009).

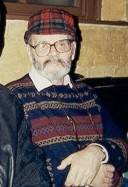
El cineasta italiano Lucio Fulci

La aparición de La noche de los muertos vivientes supuso el pistoletazo de salida para otras películas similares. Italia se descubrió como toda una potencia en este género, a partir del estreno de Zombi 2 de Lucio Fulci (conocida como Nueva York bajo el terror de los zombis, título bastante curioso ya que dicha ciudad sólo sale al principio y al final del metraje, y además fueron escenas añadidas en el último momento debido al éxito cosechado en el estreno de Dawn of the Dead de Romero en Italia), que si bien no tenía nada que ver con Romero, se consideró una secuela de Dawn of the dead (Zombi en Italia y España) en aquel país. También italiana es la curiosa Le notti erotiche dei morti viventi (La noche erótica de los muertos vivientes - 1980) dirigida por Joe D’Amato, que cuenta con la aparición de Laura Gemser, la Emmanuelle negra. Otras películas italianas de éxito sobre esta temática resultaron ser Paura nella città del morti viventi (Miedo en la ciudad de los muertos vivientes - 1980) y ...E tu vivrai nel terrore! L’aldilà (El más allá - 1982) ambas dirigidas por Lucio Fulci.
También durante los años 1970 reapareció fugazmente el concepto de zombi clásico instrumento del villano de turno. Fue con Shock Waves (Aguas de terror - 1977) en la que Peter Cushing, un antiguo doctor nazi, permanecía escondido en una isla al frente de su batallón de soldados nazis zombis a la espera de órdenes.

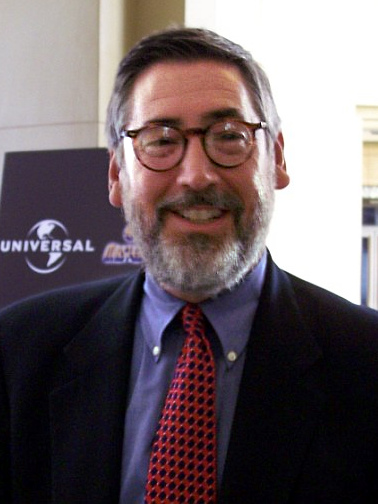
El cineasta John Landis

En 1984 se estrenaba el cortometraje musical Thriller de Michael Jackson. Dirigido por John Landis el videoclip tuvo un rotundo éxito que renovó el género zombi y añadió escenas inéditas en el subgénero como la "salida" de los muertos del cementerio, nunca antes vista en ninguna cinta de éxito anterior, ya que el propio Romero siempre se centró más en los problemas de los humanos frente a la epidemia que en buscar el lado más macabro de la situación. 
La influencia de «Thriller» dotó de nuevo impulso al subgénero pues fue también se mostraba un esfuerzo en la caracterización de los zombis más que sobresaliente con maquillajes aterradores e indumentarias peculiares que les dotaban de personalidad. Previamente al corto musical dirigido por Landis los zombis solían ser personas pálidas con ojeras. El propio George A. Romero se inspiró en esto para su tercera película Day of the Dead (en España El Día de los Muertos - 1985), dotando a los zombis de maquillajes aterradores e indumentarias peculiares para caracterizar a diferentes arquetipos como zombi novia, zombi payaso, zombi militar, etc.

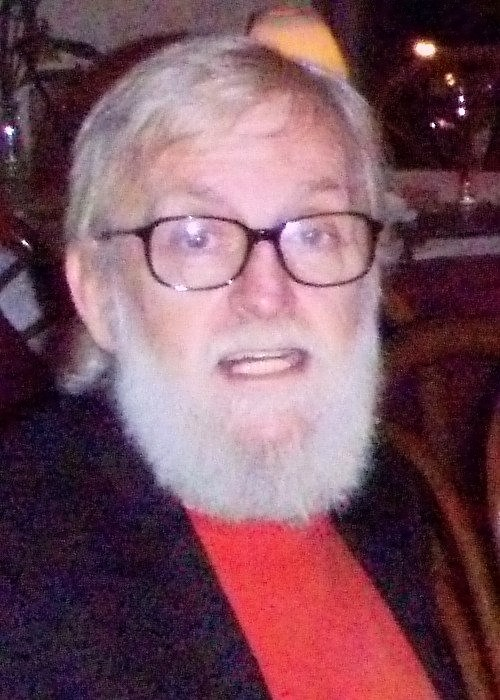
El escritor y cineasta Dan O'Bannon

Con posterioridad películas como Return of the Living Dead (en España El Regreso de los Muertos Vivientes - 1985) dirigida por Dan O'Bannon, o su secuela Return of the Living Dead II (en España La Divertida Noche de los Muertos Vivientes - 1988) dirigida por Ken Wiederhorn, si incluirían ideas como la de que los zombis salieran de la tumba tal como se veía en «Thriller». Return of the Living Dead sin embargo se caracteriza por no ser únicamente una película de terror zombi sino por la inclusión de elementos cómicos frescos y ágiles, gags, ocurrentes diálogos y arrebatadoramente "moderna" que sirvió de inspiración para películas posteriores como 28 Days Later (28 Días Después - 2002) dirigida por Danny Boyle, Shaun of the Dead (en España Zombies party (una noche... de muerte) - 2004) dirigida por Edgar Wright o Zombieland (Bienvenidos a Zombieland 2009) dirigida por Ruben Fleischer.
The Serpent and the Rainbow (La Serpiente y el Arco Iris - 1987) dirigida por Wes Craven. La película se basó en el testimonio verídico del investigador y antropólogo canadiense Wade Davis, narrada en el libro El Enigma Zombi, cuyas experiencias en Haití e investigaciones sobre los zombis le llevaron a descubrir la tetrodotoxina, una droga utilizada por los brujos del vudú que provoca un trance similar a la muerte o a un coma profundo.
El neozelandés Peter Jackson dirige en 1992 Braindead (en España Brainded: tu madre se ha comido a mi perro) película que muestra los desórdenes causados por un mono rata de Indonesia que iniciaba con su mordida una epidemia de zombis en un pueblo. Un filme sumamente inteligente, entretenido y repleto de sangre (con una secuencia que podría ser nominada como "el derroche de sangre más abundante en menor tiempo" de la historia del cine).

### Tercera etapa
Resident Evil, un popular videojuego de temática zombi, saltó a la gran pantalla en 2002 de la mano del director Paul W. S. Anderson. La película protagonizada por Milla Jovovich narra un desastre acaecido en un inmenso laboratorio químico de la Umbrella Corporation que convertía a todos sus empleados en zombis. Su éxito de taquilla hizo que se hayan añadido cinco películas más: Resident Evil: Apocalypse (2004) dirigida por el chileno Alexander Witt, Resident Evil: Extinction (2007) de Russell Mulcathy, Resident Evil: Afterlife (2010), Resident Evil: Retribution (2012) y Resident Evil: The Final Chapter (2017) también dirigidas por Paul W. S. Anderson. La serie se narra la propagación incontrolable de la infección y la lucha de Alice y otros supervivientes contra los humanos, animales otros seres infectado con el virus T.
En 2002, Danny Boyle dirigió 28 Days Later (28 días después en España y Exterminio en Hispanoamérica), película que supuso una resurrección del género zombi. La película cuenta con una secuela estrenada en 2007 bajo el título de 28 Weeks Later (28 semanas después en España, también conocida como Exterminio 2 en Hispanoamérica) y dirigida por el español Juan Carlos Fresnadillo.
Doom, un popular videojuego de disparos en primera persona lanzado en 1993, se volvió más influyente en los juegos posteriores en las futuras generaciones. Una película basada libremente en la serie titulada Doom:  la puerta del infierno, fue lanzada en 2005, adaptaba elementos del videojuego Doom 3 y la cinta está ambientada en las instalaciones de Olduvai, propiedad de la Union Aerospace Corporation (UAC) en Marte, donde los marines se enfrentan a los demonios y zombis en la instalación, hasta que son asesinados uno por uno, durante en plena cuarentena. En 2019, se lanzó una película directamente a video titulada Doom: Annihilation y la cinta narra a un grupo de marines que luchan contra zombis y criaturas parecidas a demonios en una instalación de la Union Aerospace Corporation en Fobos, que han emergido a través de un antiguo dispositivo de teletranspotación conocido como "puertas".
28 Days Later supuso además una ligera redefinición del zombi moderno al convertirlo en un ser rápido, fuerte y extremadamente violento. Estas características son compartidas por los zombis de la nueva versión de El amanecer de los muertos (2004) de Zack Snyder y es de esperar que sigan presentes en el futuro. También de 2004 es la muy destacable película británica Shaun of the Dead (Zombis Party) escrita por Edgar Wright y Simon Pegg. Trata de una comedia romántica con el nunca mal recibido elemento de los zombis. Del mismo año es Dead meat, una película irlandesa dirigida por Conor McMahon que cuenta con la originalidad de que el origen del mal es una variante del mal de las vacas locas. Aún más reciente es Planet Terror (2007) dirigida por Robert Rodriguez y que junto con Death Proof de Quentin Tarantino forma una "sesión doble" bajo el título de Grindhouse (cabe destacar que solo Planet Terror es de temática de zombis).
También en Soy leyenda (2007), dirigida por Francis Lawrence, los afectados parecen ser zombis con cualidades vampirescas: mucha fuerza, resistencia, agilidad, velocidad e inteligencia. La película es una adaptación, aunque con algunas variaciones de la trama original, de la novela hómonima de Richard Matheson.
En 2008, se estrenó la primera serie de televisión de temática zombi: Dead Set, una aclamada miniserie inglesa basada en el apocalipsis zombi, pero en esta ocasión se encuentran atrapados dentro de la casa Big Brother (Gran Hermano), donde algunos participantes y el personal técnico intentan sobrevivir a veloces zombis y el único lugar seguro será la casa en que se encuentran. 
Zombieland de 2009, dirigida por Ruben Fleischer y protagonizada por Woody Harrelson, Jesse Eisenberg, Emma Stone y Abigail Breslin, es una comedia gamberra protagonizada por cuatro supervivientes en un mundo lleno de zombis. En 2019, se estrenó su secuela, Zombieland: Double Tap, ambientada diez años después de los sucesos en la primera entrega.
Basado de algunas de las películas de terror zombi más significativas, se estrenó en julio de 2010 el primer anime completamente centrado en el apocalipsis zombi, titulado Highschool of the Dead, que nos muestra a cinco estudiantes de secundaria y a una pequeña niña junto a su perro, intentando sobrevivir al virus propagado por todo el mundo.
El 1 de noviembre de 2010 se estrenó la serie de televisión en Fox The Walking Dead basada en el cómic homónimo, donde un sheriff después de haber recibido un balazo en una persecución, despierta en un hospital y se da cuenta de que está en un mundo recientemente destruido por una epidemia que convierte a todos en zombis. En su caminar para buscar a su familia se encuentra a muchos supervivientes que no han sido infectados.
El 29 de junio de 2013 se estrena Guerra mundial Z inspirada ligeramente por la novela World War Z del escritor Max Brooks, pero con muy grandes diferencias con lo que se puede considerar una historia alterna aquí los zombis conservan características a los presentes en 28 Days Later y Soy leyenda siendo muy rápidos y violentos, pero además se añade una inteligencia entre todos los zombis, una conciencia común similar a la de un enjambre o marabunda de insectos tales como una colonia de abejas u hormigas, a diferencia de 28 Days Later, los zombis si son individuos muertos ya que sus tejidos se corrompen con el paso del tiempo además de alguna forma son selectivos con sus presas evadiendo a individuos enfermos o heridos de gravedad.
En 2016, en Corea del Sur se estrenó dos películas: Train to Busan (conocida como Tren a Busan o Estación zombie), una producción coreano-estadounidense que tuvo un gran éxito en taquilla. Trata sobre un padre que se dispone a llevar a su hija en tren a ver a su madre a Busán, pero antes de salir de la estación, una mujer malherida se cuela en el tren, lo que desatará una epidemia de zombis en el tren. A la vez los pasajeros se percatan que toda Corea del Sur está siendo infectada por muertos vivientes y solo la ciudad de Busán, que está protegida por el ejército, es segura. Su secuela, Península (conocida como Tren a Busan 2 o Estación zombie 2: Penínisula), se estrenó en 2020. Fue seleccionada para mostrarse en el Festival Internacional de Cine de Cannes de 2020, que había sido cancelado por la pandemia de COVID-19 y recibió críticas mixtas de parte de los críticos y recaudó $37 millones de dólares frente a un presupuesto de $16 millones de dólares en todo el mundo. La trama de la secuela relata a un soldado que es enviado junto con su equipo para recuperar un camión lleno de dinero de los páramos de la penínisula de Corea del Sur, ahora habitada por zombis, milicias rebeldes y una buena familia.
En ese mismo año, se estrenó la película Cell (conocida en España y México como Conexión mortal), una producción estadounidense basada en la novela homónima del escritor Stephen King con algunas diferencias, que a pesar de tener críticas positivas en el libro, recibió generalmente críticas negativas. La trama relata la historia de Clayton Riddell, un artista gráfico que desea reencontrarse con su familia después de que él publicara su novela gráfica, El Caminante Oscuro. Mientras está en el Aeropuerto Internacional de Boston, se desata una misteriosa señal telefónica llamada "El Pulso", que se transmite en todos los teléfonos celulares del mundo, hace que todos los usuarios sean reprogramados y convertidos en zombis llamados "telefónicos". Mientras el mundo está plagado de zombis que tras haber cesado su violencia entre ellos, se reúnen en rebaños o manadas para atacar y  a matar a los que no han sido infectados. Ahora, Riddell deberá viajar a pie con algunos sobrevivientes hacia Kent Pond, para poder encontrarse con su hijo. El libro y la película hacen referencia a La rata del pánico, que es un motivo por el autor para mostrar al miedo como una criatura muy imaginaria alimentándose del temor del protagonista. Riddell lo experimenta frente a la incertidumbre que lo invade respecto al destino de su hijo.
Una película de 2020, Fantasy Island, basada parcialmente en la famosa serie de televisión homónima de 1977, es una nueva versión centrada en los géneros del terror, suspenso y fantaterror; y se muestra a los zombis en esta película como personajes recurrentes.

## Zombis en España

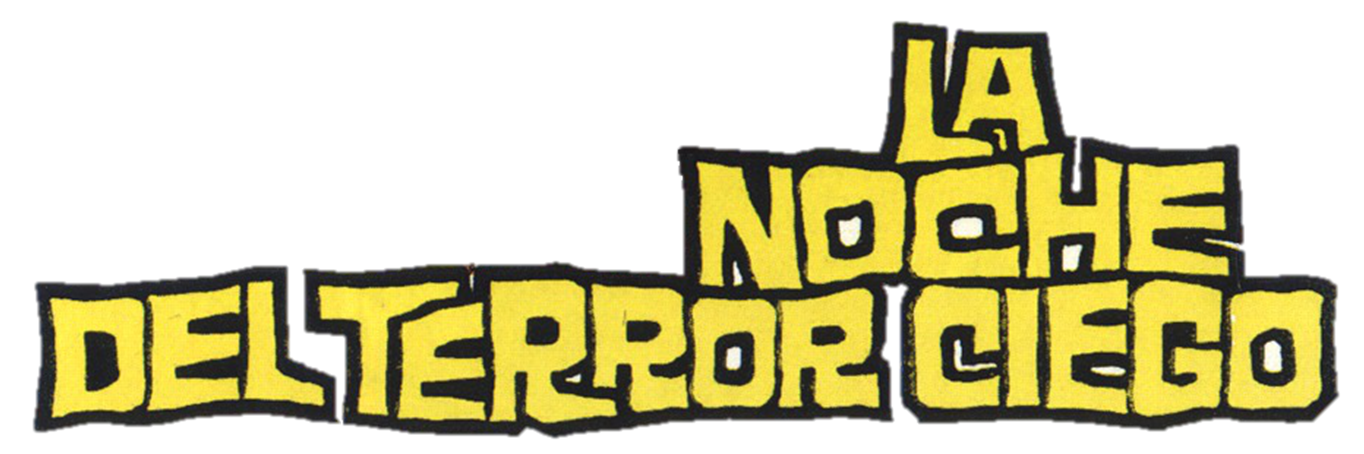
Logotipo de La noche del terror ciego

El director gallego Amando de Ossorio dio inicio al cine de zombis español y portugués en 1972 con su película La noche del terror ciego. En ella los zombis eran caballeros del Temple que acosaban a tres insensatos que habían osado ignorar las leyendas locales e internarse en el típico pueblo abandonado. A La noche del terror ciego le seguirían El ataque de los muertos sin ojos (1973), El buque maldito (1974) y La noche de las gaviotas (1975), todas del mismo director y todas de argumentos parecidos, con cadavéricos zombis de templarios ciegos que persiguen a sus víctimas incansablemente. 

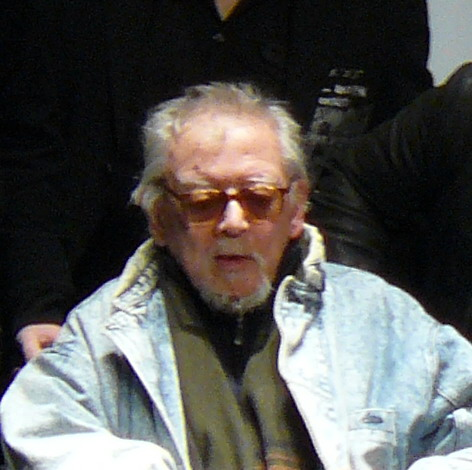
El cineasta Jesús Franco

Otro director español que hizo repetidas incursiones en el género fue Jesús Franco, más conocido como Jess Franco. Entre su muy extensa obra cinematográfica de terror se encuentran varias películas de temática zombi, que habitualmente fueron producidas en el extranjero. Son películas como Christina, princesa de l'erotisme (1973), L'abisme des morts vivants (1981),  La mansión de los muertos vivientes (1985, rodada en Gran Canaria) o La tumba de los muertos vivientes (1983), con tramas en las que suelen verse implicados desde templarios hasta soldados nazis convertidos en zombis y chicas de busto generoso. 
Otras películas españolas de la época son La orgía de los muertos (1973) de José Luis Merino o Non si deve profanare il sonno dei morti (No profanar el sueño de los muertos, 1974) de Jorge Grau.

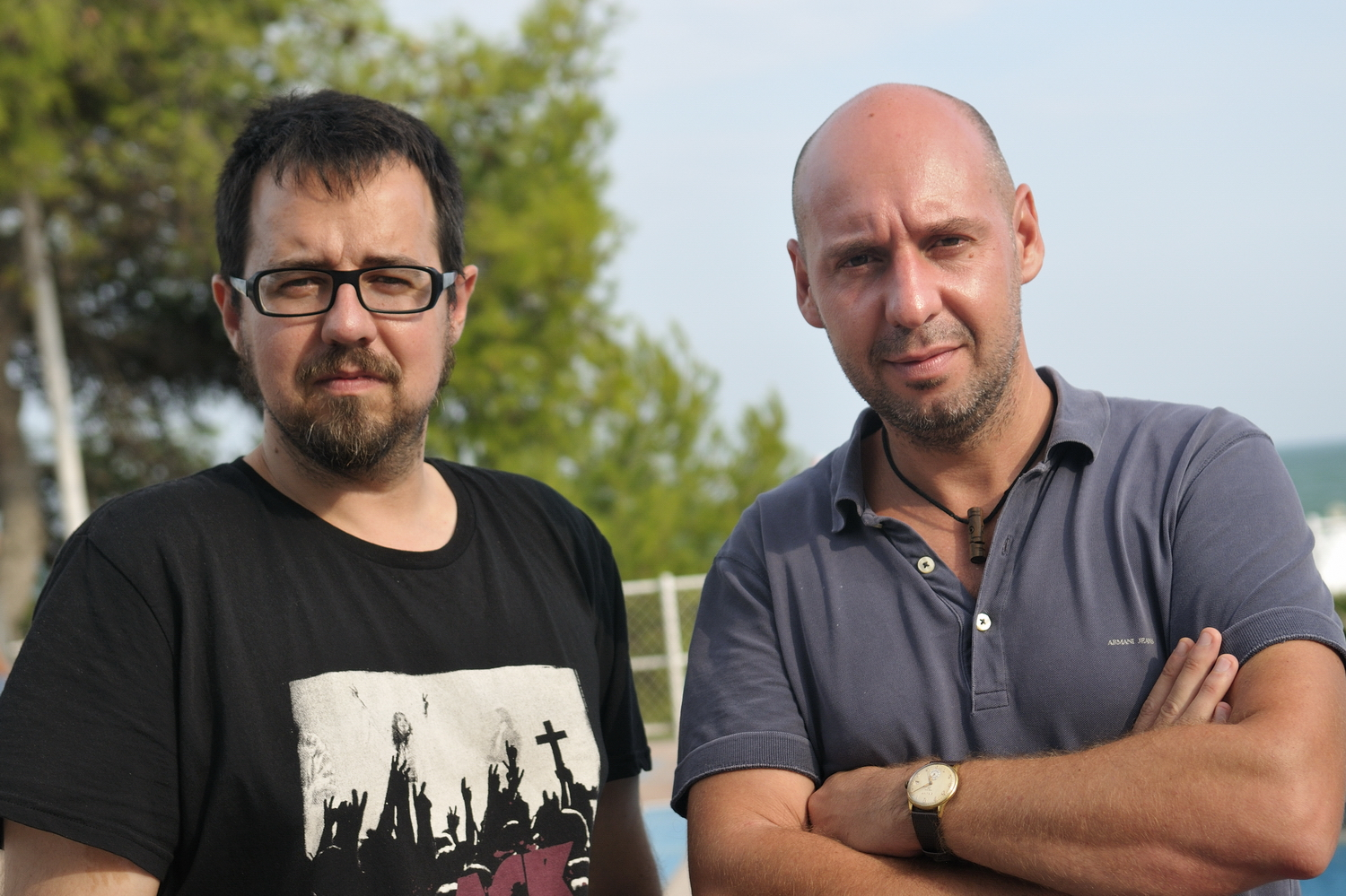
Los cineastas Paco Plaza (izda.) y Jaume Balagueró (dcha.)

En 2007, los directores españoles Jaume Balagueró y Paco Plaza sorprendieron en el festival de cine de Sitges con su largometraje REC, que se hizo con los galardones a la mejor dirección y mejor interpretación femenina. Al igual que en 28 días después en REC los asesinatos no son obra de muertos vivientes, sino de personas infectadas por un virus desconocido. Una de las novedades más destacables de la película es su realización, cámara al hombro y en primera persona. El estreno nacional fue el 23 de noviembre de 2007. La película ha dado lugar a un remake norteamericano y un remake japonés bajo el título de Quarantine, cuyo estreno tuvo lugar en los Estados Unidos el 17 de octubre de 2008 y la japonesa se estrenó en Tokio el 31 de octubre de 2010, así como a una secuela, REC 2, estrenada el 2 de octubre de 2009. Gracias al éxito cosechado, la productora Filmax produjo anunció dos secuelas más: REC 3: Génesis (2012) y dirigida por Paco Plaza, narra el inicio del virus que convierte a las personas en infectados y en el 2013 REC 4: Apocalipsis, película dirigida por Jaume Balagueró y que contará el desenlace de toda la historia.
También en 2007 la productora Loserfilms se estrenó con la producción de El síndrome de Lázaro, una película sobre zombis dirigida por César del Álamo y que está a la espera de ser estrenada.
En 2010 también el cine de zombis estuvo de moda en México, el joven director Fernando Chávez, estudiante del CECC, realizó un cortometraje llamado APOCALYPZE que trata de un grupo de jóvenes que son perseguidos por una horda de zombis en la Ciudad de México y se refugian en un cine abandonado, el cual resulta ser peor para ellos. El casting fue largo y difícil para escoger a los personajes y fueron varios días de rodaje en el centro de la Ciudad de México y en el cine opera, participando en el Denis Montes, Uriel Fernández, Veronica Nevarez, Jorge Reséndiz, Marlene Gonzáles, Rodrigo Piña, José Antonio Valdez. El trabajo de maquillaje y prótesis corrió a cargo de Jorge Siller que ha trabajado en películas como Beverly Hills Chihuahua y Resident Evil: Extinction. El corto estuvo en festivales como en el Mórbido Film Fest 2010 que se presenta en varias partes del mundo y en varias proyecciones en Morelia y en el DF.
Dentro del género documental de zombis destaca Atardecer Zombie (2010) producida por Brauni Studio. La película, ambientada en Barcelona y Madrid, es un falso documental que trata sobre la convergencia de la zombificación haitiana con la zombificación cinematográfica. La mezcla de personas reales con personajes ficticios provoca en el espectador la duda continua sobre que debe creer y que no. Una película que trata gran parte de la cultura zombi y uno de los pocos ejemplos de documentales sobre este género fantástico en territorio español.
En diciembre de 2012 se publicó el primer episodio de una web serie llamada Cabanyal Z, todavía en emisión, que discurre en el barrio valenciano de El Cabanyal. Realizada por un grupo de vecinos, profesionales y aficionados al audiovisual, relata las aventuras de un grupo de vecinos y activistas del popular barrio que sobreviven a una invasión zombi en la que están implicadas la alcaldesa de la ciudad Rita Barberá y la CIA. En la serie han participado personajes famosos como el músico Chimo Bayo o el presentador de televisión Arturo Valls.